# Charles-Émile Pinson
Pour les articles homonymes, voir Pinson (homonymie).
Charles-Émile Pinson, né le 9 mars 1906 à Paris 11e et mort le 30 avril 1963 à Saint-Jouin (Calvados), est un graveur, peintre et céramiste français.

## Biographie
Il est élève-boursier à 18 ans à l’atelier de gravure de l'École Estienne (école du livre). Il travaille à la Banque de France où il exécute des filigranes et des gravures pour des billets.
L'année suivante, en 1925,  il entre à l’École nationale supérieure des beaux-arts dans l'atelier d'Antoine Dezarrois, 
En 1928, il reçoit le Prix Blumenthal et le Prix de Rome en taille douce en avec Salambô. Entre 1933 et 1936, il séjourne à la Villa Médicis dont le directeur est alors Paul Landowski.
En 1936, Eugène Beaudouin, qui est chargé de construire l'Ambassade de France au Canada, lui confie la décoration des murs du Bureau de l’Ambassadeur sur le thème de la découverte du Canada par les Vikings en l’an mil et de la Nouvelle-France.
En 1939, Pinson rentre en France où il est mobilisé. Fait prisonnier de guerre, il est incarcéré à Hoheinstein en province de Prusse-Orientale où les prisonniers peuvent utiliser du matériel pour dessiner et peindre. Il y rencontre notamment Henry Simon. Il est rapatrié en 1942 comme grand malade.
Après la Libération de la France, il participe à la Reconstruction, notamment à Caen. Il est également professeur à l'école des beaux-arts de Caen.

## Œuvre
- (1936–1939) Bureau de l’ambassadeur à l'Ambassade de France au Canada (Style 1940)[5]
- (1951) Illustration des contes de Charles Perrault[6]
- (1953) Façade de l'ancienne chambre de commerce de Caen avec Francis Pellerin[7]
- (1955) Gravures de personnages historiques normands sur les piliers sous la galerie vitrée de l'université de Caen (Campus 1)[8],[9]
- (1958) Baies de l'église Saint-Firmin de May-sur-Orne avec Louis Barillet[10]
- (1959) Église d'Argences
- (1959) Église de Maisy
- (1960) Lycée Aristide-Briand d'Évreux ; thème : les grands hommes d'Évreux
- (1961) Lycée de Saint-Quentin
- (1961) Le France[11]

Galerie de l'université de Caen (Campus 1)
Ancienne chambre de commerce de Caen
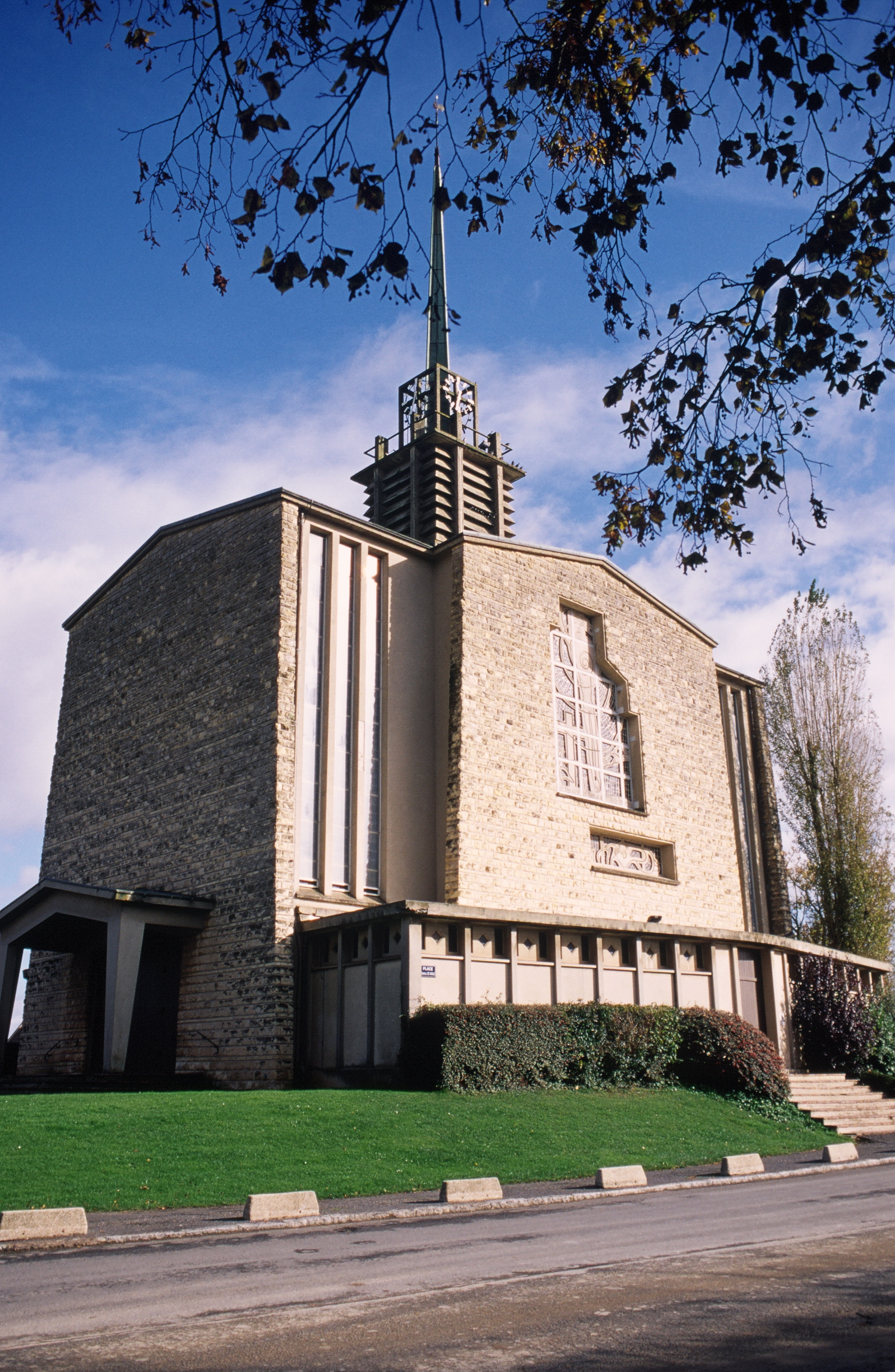
Église Saint-Firmin de May-sur-Orne